# Tarquinia Molza

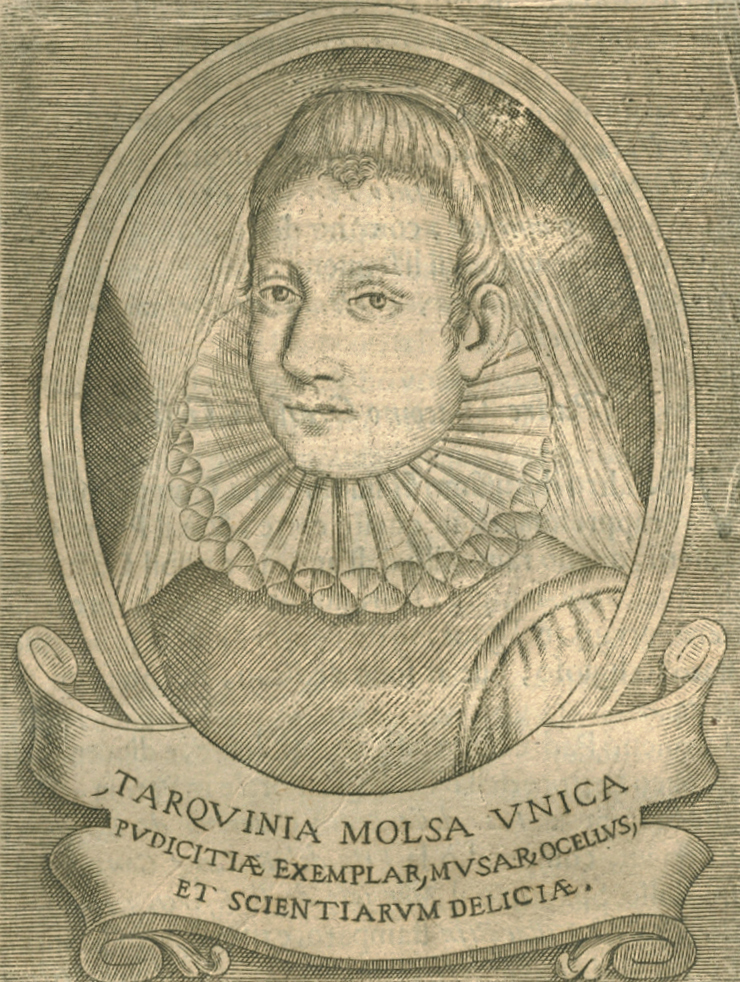
Tarquinia Molza

Tarquinia Molza (* 1. November 1542 in Modena; † 18. August 1617 ebenda) war eine italienische Musikerin und Dichterin.

## Leben
Sie war das älteste Kind von Camillo Molza und dessen Ehefrau Isabella Colomba; der Schriftsteller Francesco Maria Molza war ihr Großvater väterlicherseits. Schon in frühester Kindheit wurde Molza, zusammen mit ihren Brüdern, von Hauslehrern unter anderem in Griechisch, Hebräisch und Latein unterrichtet.
Als Jugendliche debütierte sie mit eigenen Gedichten, wofür sie von den Schriftstellern Giovanni Battista Guarini und Torquato Tasso sehr gelobt wurde. Die Komponisten Pietro Vinci (1571), Giovan Leonardo Primavera (1573) und Luzzasco Luzzaschi (von 1571 bis Ende der 1570er Jahre) vertonten ihre Gedichte.
1560 heiratete sie Paolo Porrino. Die Ehe blieb kinderlos. Nachdem der Gatte 1579 verstorben war, wurde sie auf Grund ihrer sängerischen Leistungen 1583 in Ferrara als Hofdame der Herzogin Margherita Gonzaga d’Este engagiert. Deren Mann, Herzog Alfonso II. d’Este von Ferrara, unterhielt das berühmte Ensemble Concerto delle donne, in dem Tarquinia Molza als Musikerin von 1583 bis 1589 mitwirkte. Als solche erhielt sie neben freier Wohnung am Hof eine Vergütung, die mehr als das Doppelte dessen betrug, was der Hoforganist und Leiter der Instrumentalmusik Luzzasco Luzzaschi verdiente. Welcher Art ihr künstlerischer Beitrag zum Concerto delle donne war – neben ihrem Gesang spielte Molza Gambe, Laute und Viola bastarda – ist unbekannt. Es ist aber davon auszugehen, dass sie sich mit den drei am Concerto beteiligten Damen im Singen und Instrumentalspiel abwechselte.
Nach Bekanntwerden einer Liaison mit dem Komponisten Giaches de Wert wurde Molza 1589 aller ihrer Pflichten entbunden und vom Hof entlassen. Sie kehrte nach Modena zurück und widmete sich bis an ihr Lebensende ihren künstlerischen Studien. Zehn Wochen vor ihrem 75. Geburtstag starb Tarquinia Molza, am 18. August 1617.

### Ehre und Lob
Am 11. Dezember 1600 verlieh der römische Senat ihr das Ehrenbürgerrecht.
Johann Frauenlob schrieb in seinem 1631, fünfzehn Jahre nach Molzas Tod erschienenen Werk Die Lobwürdige Gesellschaft der gelehrten Weiber über „Tarquinia Molzia“:

„Ein Weib in Italia/ ist in Philosophia hochgelehrt/ in den Historien und alten Griechischen Poeten Trefflich belesen/ in der Musica wohlgeübt/ und in der Redekunst fürtrefflich gewesen/ also/ daß sie zu ihrer Zeit (wie der gelehrte Mann/ Franciscus Patricius schreibt) fast für ein Wunder in Italia gehalten worden.“

Dies bezieht sich auf das 1577 entstandene Manuskript von vier Dialogen L'amorosa filosofia des Francesco Patrizi da Cherso, in denen die „divina signora Tarquinia Molza Porrina“ selbst auftritt und ihr Gesang, bei dem sie sich mit der viola bastarda begleitete, beschrieben wird.

## Werke

### Übersetzungen
- Platon: Karneades
- Platon: Kriton

### Gedichte
- Gedichte,[11] vertont von Pietro Vinci: Erstes Buch á 5 (1571)
- Gedichte, vertont von G. L. Primavera: Viertes Buch á 5 (1573)
- Gedichte, vertont von Luzzasco Luzzaschi: Erstes Buch à 5 (1571) ff.